# Tour de Catalogne 1911

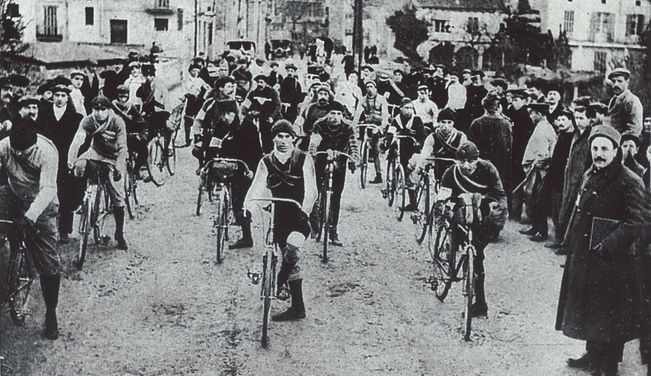
Premier départ du Tour de Catalogne (6 janvier 1911)

Le Tour de Catalogne 1911 est la première édition du Tour de Catalogne, une course cycliste par étapes en Espagne. L'épreuve se déroule sur trois étapes entre le 6 et le 8 janvier 1911, sur un total de 365 km. La victoire revient au coureur local, l'Espagnol Sebastián Masdeu. Il remporte un prix de 975 Pesetas. Il devance José Magdalena (qui reçoit 325 pesetas) et Vicente Blanco (qui reçoit 275 pesetas).
La course se dispute dans des conditions difficiles. Il pleut durant la majeure partie de la première étape, le froid est glacial dans la plaine de Lleida et certaines routes sont peu praticables.
La course propose quelques difficultés et cols à gravir : le pas de la Maladona et les Costes del Garraf au cours de la première étape, le col de Lilla lors de la deuxième et le col del Bruc dans la troisième.

## Étapes
| Étape     | Date      | Villes étapes         | km     | Vainqueur d’étape | Leader du classement général |
| --------- | --------- | --------------------- | ------ | ----------------- | ---------------------------- |
| 1re étape | 6 janvier | Barcelone - Tarragone | 98 km  | Sebastián Masdeu  | Sebastián Masdeu             |
| 2e étape  | 7 janvier | Tarragone - Lleida    | 111 km | Cesario Ruiz      | Sebastián Masdeu             |
| 3e étape  | 8 janvier | Lleida - Barcelone    | 153 km | Sebastián Masdeu  | Sebastián Masdeu             |

### Étape 1. Barcelone - Tarragone. 98,340 km
|   | Cycliste         | Temps           |
| - | ---------------- | --------------- |
| 1 | Sebastián Masdeu | 3 h 28 min 10 s |
| 2 | José Magdalena   | + 3 s           |
| 3 | Vicente Blanco   | + 8 min 34 s    |

|   | Cycliste         | Temps           |
| - | ---------------- | --------------- |
| 1 | Sebastián Masdeu | 3 h 28 min 10 s |
| 2 | José Magdalena   | + 3 s           |
| 3 | Vicente Blanco   | + 18 min 34 s   |

### Étape 2. Tarragone - Lleida. 111,310 km
|   | Cycliste         | Temps           |
| - | ---------------- | --------------- |
| 1 | Cesario Ruiz     | 5 h 13 min 17 s |
| 2 | Vicente Blanco   | + 2 min 05 s    |
| 3 | Sebastián Masdeu | + 2 min 48 s    |

|   | Cycliste         | Temps           |
| - | ---------------- | --------------- |
| 1 | Sebastián Masdeu | 8 h 44 min 15 s |
| 2 | José Magdalena   | + 2 min 43 s    |
| 3 | Vicente Blanco   | + 17 min 54 s   |

### Étape 3. Lleida - Barcelone. 153,30 km
|   | Cycliste         | Temps           |
| - | ---------------- | --------------- |
| 1 | Sebastián Masdeu | 6 h 46 min 25 s |
| 2 | Vicente Blanco   | + 1 s           |
| 3 | José Magdalena   | + 3 s           |

|   | Cycliste         | Temps            |
| - | ---------------- | ---------------- |
| 1 | Sebastián Masdeu | 15 h 30 min 40 s |
| 2 | José Magdalena   | + 2 min 46 s     |
| 3 | Vicente Blanco   | + 17 min 55 s    |

## Classement final
| Pos. | Cycliste         | Temps             |
| ---- | ---------------- | ----------------- |
| 1    | Sebastián Masdeu | 15 h 30 min 40 s  |
| 2    | José Magdalena   | + 2 min 46 s      |
| 3    | Vicente Blanco   | + 17 min 55 s     |
| 4    | Vicente Linares  | + 46 min 20 s     |
| 5    | Otilio Borrás    | + 1 h 11 min 23 s |